# Iran Khodro

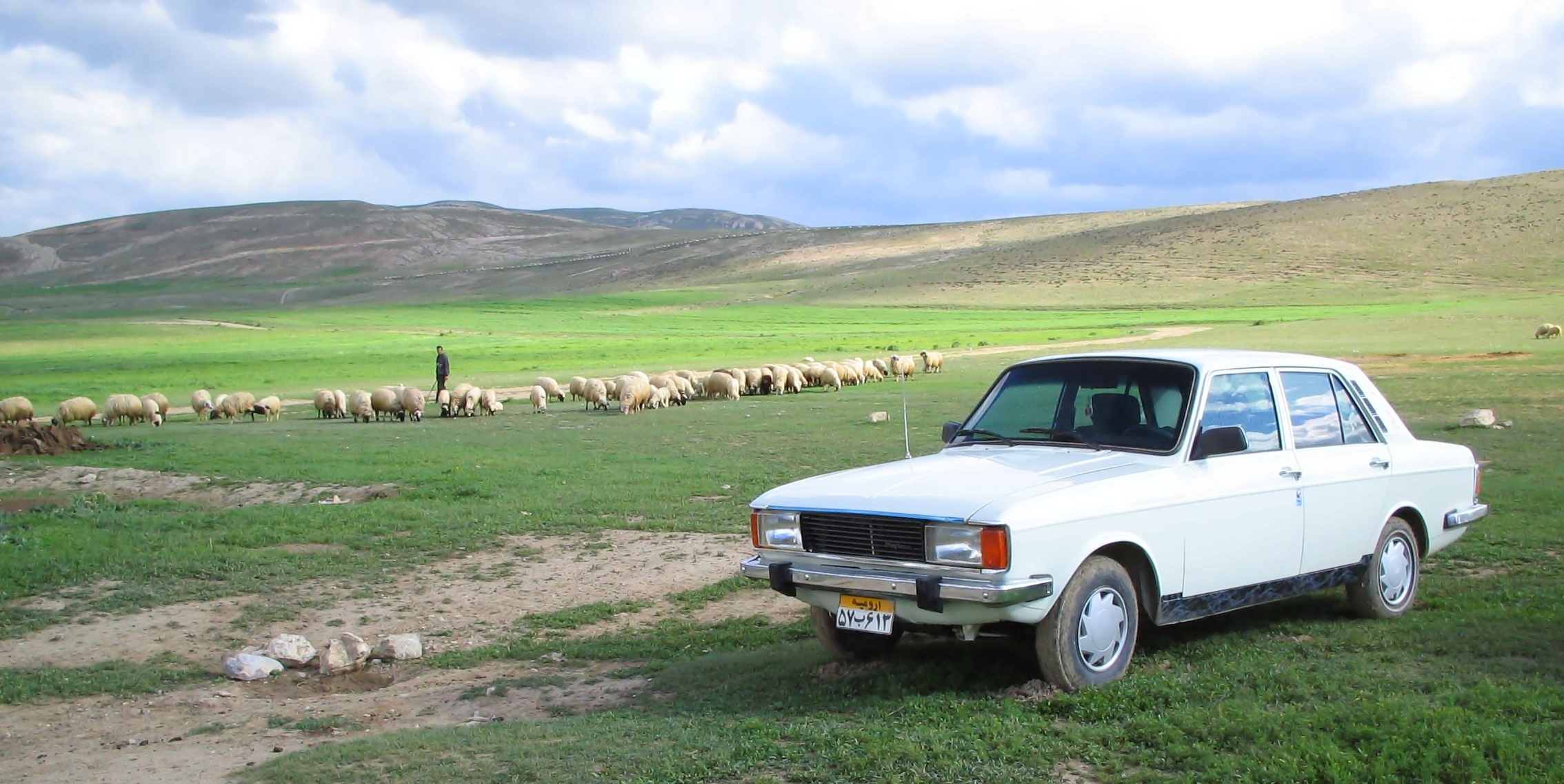
IKCO Paykan

Іран-авто (англ. Iran Khodro, перс. ایران خودرو) — найбільша іранська автомобілебудівна компанія. Штаб-квартира — в Тегерані. Випускає легкові автомобілі Samand і Renault, Peugeot. За ліцензією Mercedes-Benz випускаються вантажівки і автобуси.

## Історія
Заснована в 1962. У цей час Іран випробував серйозний дефіцит сучасних автомобільних шин. Тому першочерговим завданням компанії було насичення внутрішнього ринку якісними недорогими покришками. Спочатку компанія називалася англ. Khavar Company. 
У 1962 Khavar Company стає найбільшим шинним виробником в Ірані. В цьому ж році компанія входить до складу промислової групи Khodro, яка займалася виробництвом і продажем автомобільних запчастин. Компанія під керівництвом братів Ахмада та Махмуда Хайямі зайнялася виробництвом автобусів і мікроавтобусів.
У 1963 випускаються автобуси Mercedes-Benz 0302, Mercedes-Benz LP608, Mercedes-Benz OP. Через пару років налагоджується випуск мікроавтобуса моделі «Комер». Мікроавтобус випускається в декількох варіаціях: швидка допомога, фургон, мікроавтобус.
Що стосується випуску легкових автомобілів, то в основному випускали автомобіль «Пейкан» на базі Peugeot 504. Цей автомобіль припав до вподоби місцевому населенню. І незабаром він став поширеною маркою в Ірані.
У 1990-ті з конвеєра сходять легкові автомобілі Peugeot 405 і Peugeot 205, мікроавтобус Mercedes-Benz 0508D, мікроавтобус «Караван», суперавтобус С400, мікроавтобус Hyundai. Наприкінці 1990-х президентом Ісламської Республіки Іран Мохаммадом Хатамі відкривається нова лінія — «Саманд».
У 2002 компанія переживає новий етап свого розвитку. Вводиться в експлуатацію новий автобусний завод. Це великий проєкт з виробничою потужністю 5 500 автобусів/рік.
Компанія, що має в своєму складі два основних напрямки: виробництво шин і автобусів, в 2002 перейменовується в Iran Khodro  Company. Компанія постійно удосконалює своє виробництво, поповнює його новими моделями, розширює асортимент продукції, що випускається. У компанії досить великий перелік автобусів: це міські автобуси під модельними номерами O355, O457, туристичні автобуси. Також налагоджується виробництво запчастин та комплектуючих до міських автобусів і автобусам для аеропортів.
Нині є найбільшим автомобілебудівним підприємством в Ірані. Випуск автомобілів та запчастин займає майже 70% внутрішнього ринку. Підприємство здійснює повний цикл виробництва автобусів, мікроавтобусів, легкових автомобілів, вантажівок, спецтехніки.
Продукція компанії користується попитом і в Середньому, і Близькому Сході.

## Вирішальна зустріч для компанії Iran Khodro
Компанія Iran Khodro запросила всіх акціонерів взяти участь у позачергових загальних зборах, розмістивши повідомлення в системі Kodal, яке вважається вирішальним збором для автомобілів. На цьому позачерговому засіданні обговорюватимуться два питання статті 141 Господарського закону та відповідність статуту компанії типовому статуту організації з цінних паперів.
Цей форум відбудеться о 8:30 ранку в понеділок, 17 лютого, в Тегерані. Чому ця зустріч важлива для Іран Ходро? Важлива вирішальна зустріч для Iran Khodro важлива, оскільки враховуючи, що Iran Khodro не є прибутковою, на цій зустрічі слід знайти рішення, щоб вивести цю компанію з поточної ситуації. Відповідно до статті 141 Господарського закону 

## Виробничі майданчики
Домашні заводи:
| Завод                 | Виробнича потужність | Продукт                                                                               | Місцезнаходження |
| --------------------- | -------------------- | ------------------------------------------------------------------------------------- | ---------------- |
| Фарс                  | 30 000               | Pars sedan (Peugeot 405 і Samand буде вироблятися пізніше)                            | Шираз            |
| Мазандаран            | 15 000               | Samand Sarir                                                                          | Бабол            |
| Семнан*               | 100 000              | сімейство Samand                                                                      | Семнан           |
| Хорасан               | +150 000             | Suzuki Grand Vitara, Pars, Peugeot 405                                                | Мешхед           |
| Тебріз                | 120 000              | Bardo pick-up (лише складання)                                                        | Тебріз           |
| IKCO (основний завод) | 700 000              | Roa, Peugeot 405, сімейство Peugeot 206, Peugeot 207i, Samand, Tondar 90, сім'я Soren | Тегеран          |

Іноземні заводи:
| Завод     | Виробнича потужність | Продукт      | Місцезнаходження |
| --------- | -------------------- | ------------ | ---------------- |
| Unison    | +60 000              | Samand       | Білорусь         |
| AzSamand  | 10 000               | Samand       | Азербайджан      |
| SIAMCO    | 30 000               | Samand       | Сирія            |
| CDC       | 15 000               | Peugeot Pars | Єгипет           |
| SENIRAUTO | 30 000               | Samand       | Сенегал          |
| VENIRAUTO | 16 000               | Samand       | Венесуела        |

## Історія машин
- 1967 — Paykan (1600, +1725, 1800 cc). Комплектації: Standard, Deluxe, Kaarluxe, Javanan і Taxi.
- 1990 — Peugeot 405 (1600 cc). Комплектації: GL, GLX.
- 1995 — Peugeot 405 (2000 cc). Комплектації:: GLX (Автомат і механіка).
- Рік випуску 1996 — Peugeot 205 (1360 cc). Комплектації: GR.
- 1997 — Peugeot 1600 RD (1600 cc). Комплектації: RD, RDi, RDX.
- 1998 — Peugeot 405 Estate (2000 cc). Комплектації: GLX.
- 1999 — Peugeot Pars (2000 cc). Комплектації: Pars, Pars ELX.
- 2000 — Тестове виробництво Samand (1800 cc). Комплектації: Samand, Samand LX.
- 2001 — Peugeot 206 (1400 cc). Комплектації: типи 2,3,5,6.
- 2002 — Відкриття виробничої лінії Samand.
- 2004 — Peugeot GLi (1800 cc). Комплектації: GLi.
- 2006 — Peugeot 206 SD (1600 cc). Комплектації: типи 3,4,5.

## Продукція
- Samand — на базі Peugeot 405
- Samand Sarir — подовжена версія Samand
- Samand Soren
- Peugeot 206
- Peugeot 405
- Peugeot Pars
- Peugeot RD
- Peugeot ROA
- Dena
- Runna
- Suzuki Grand Vitara
- Peugeot 207
- Renault Tondar (Logan)
- Bardo

## Галерея

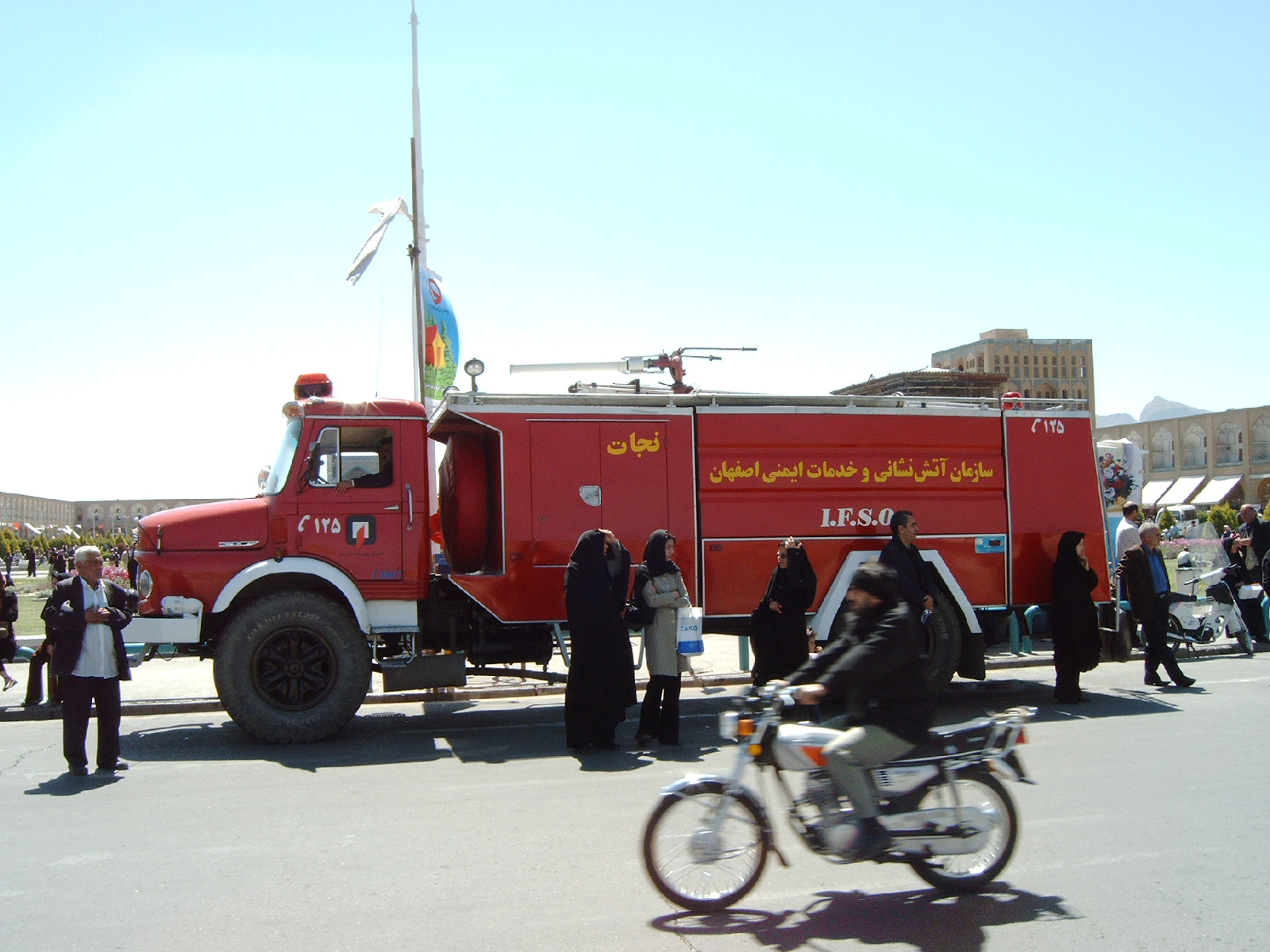
Mercedes-Benz від Iran Khodro
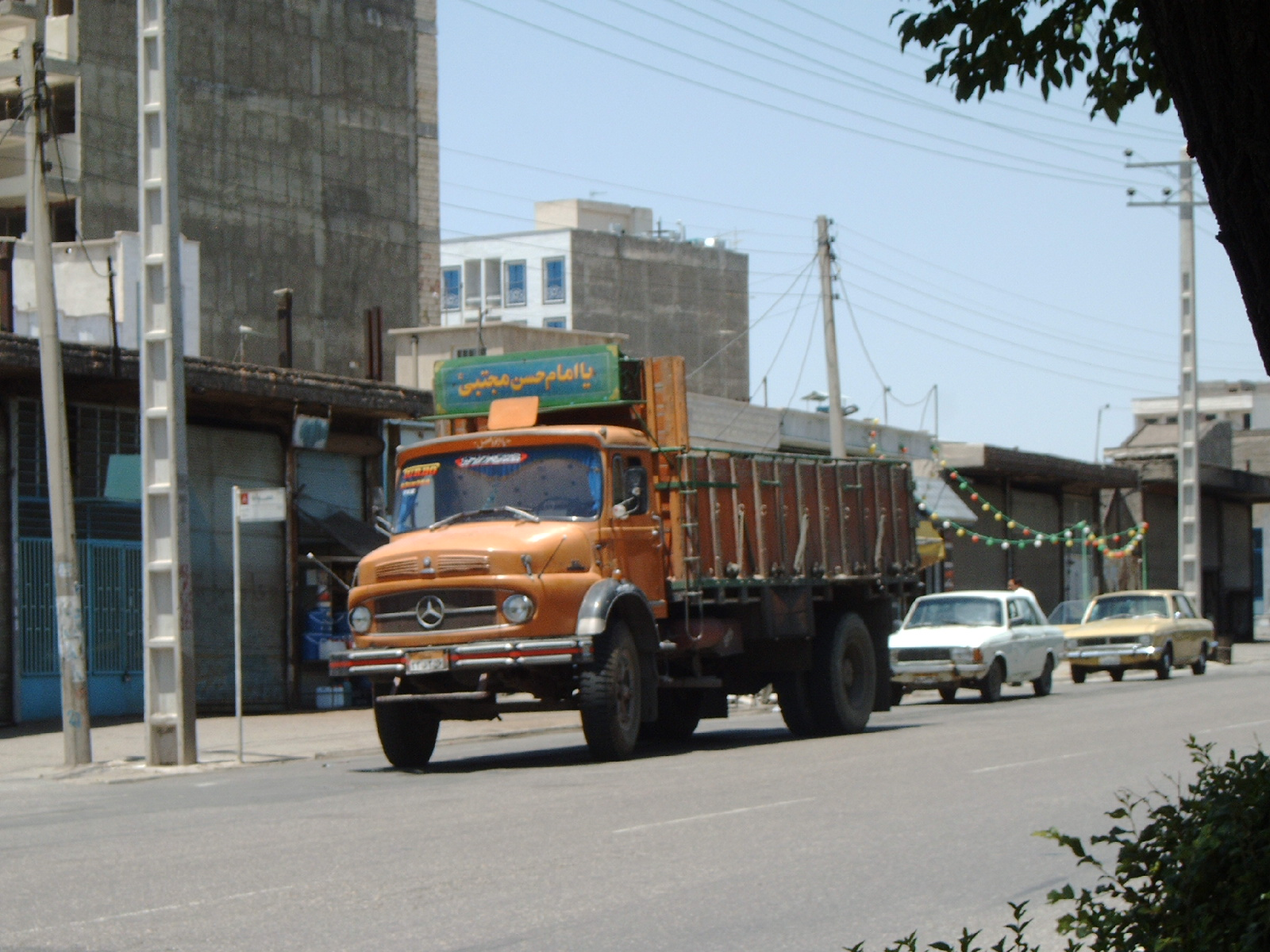
Mercedes-Benz від Iran Khodro
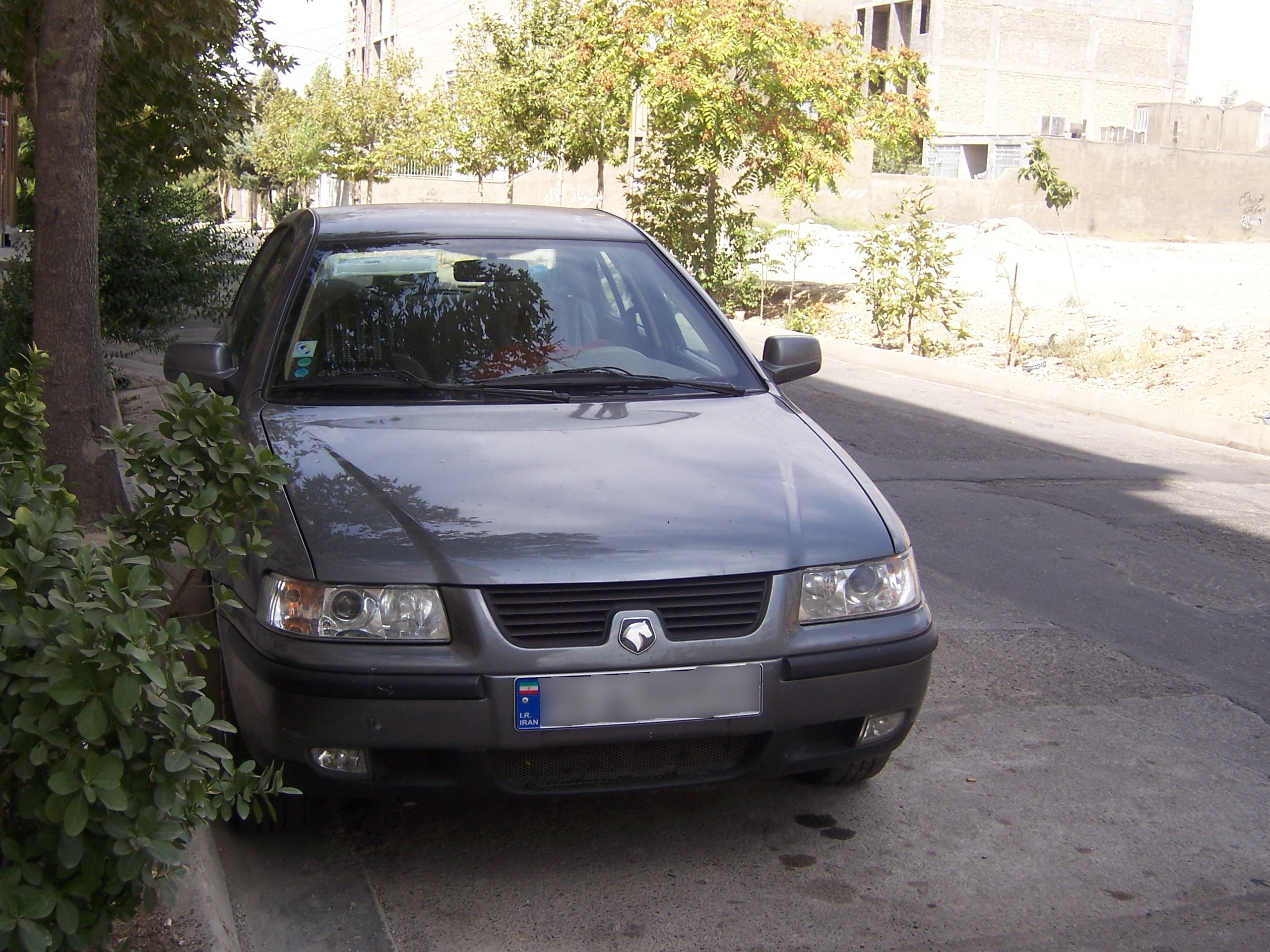
Iran Khodro Samand LX
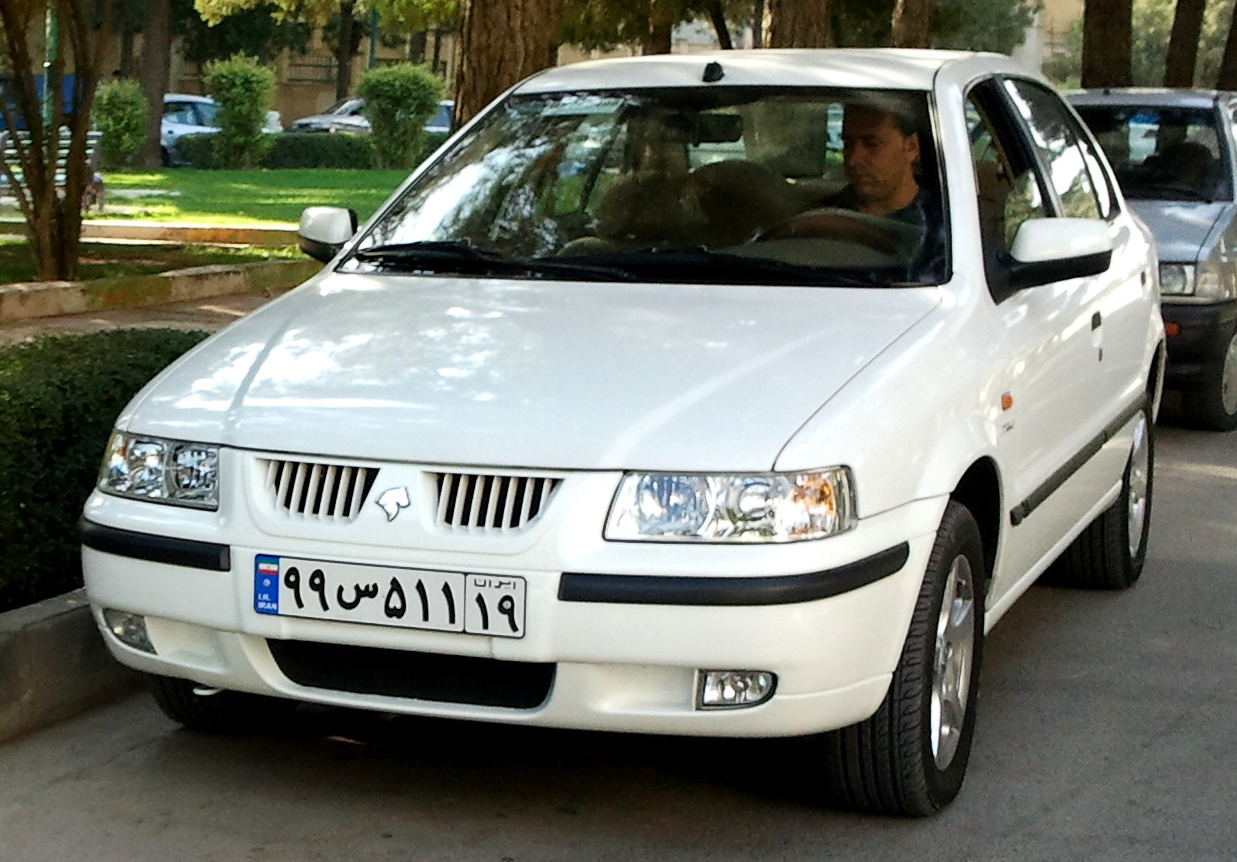
Samand LX
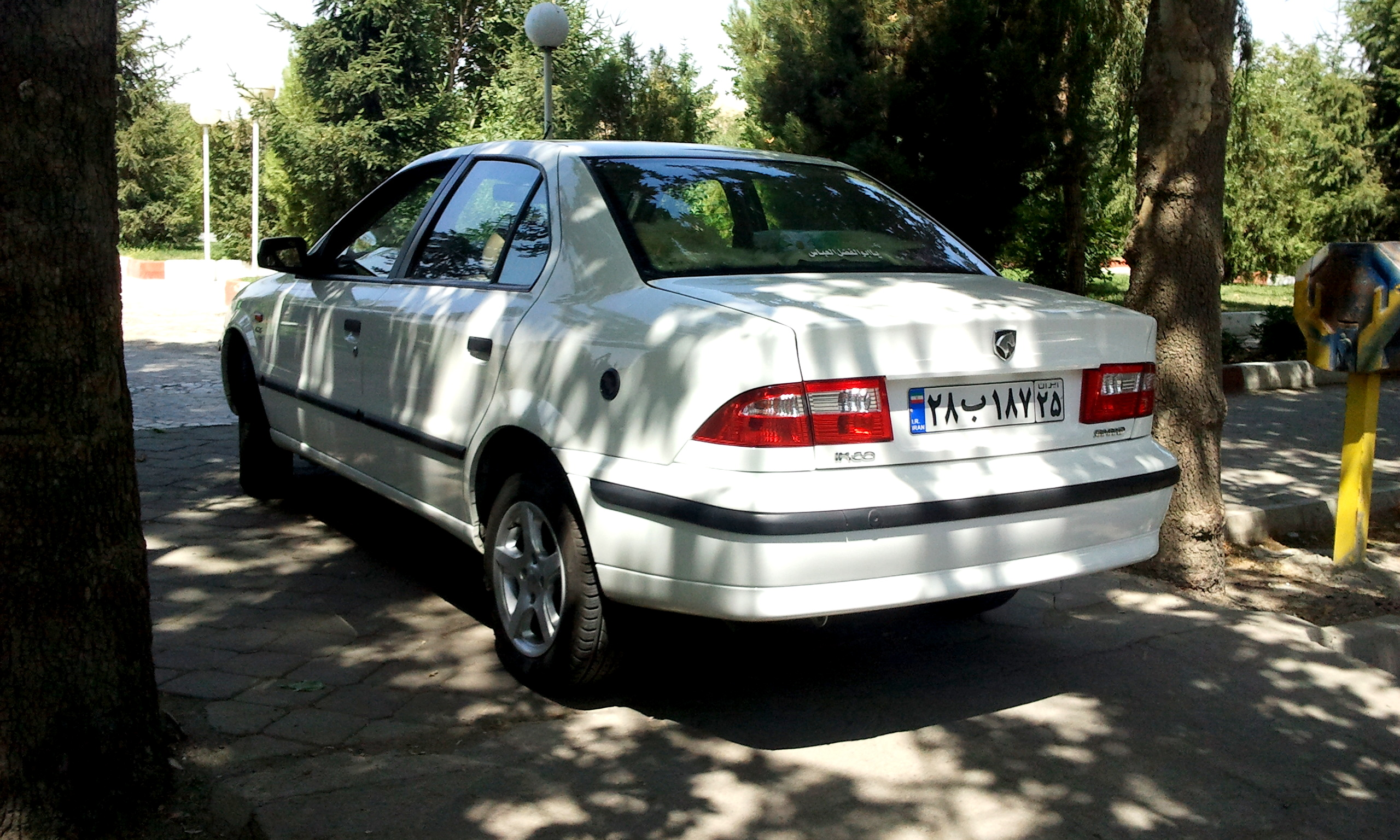
Samand LX
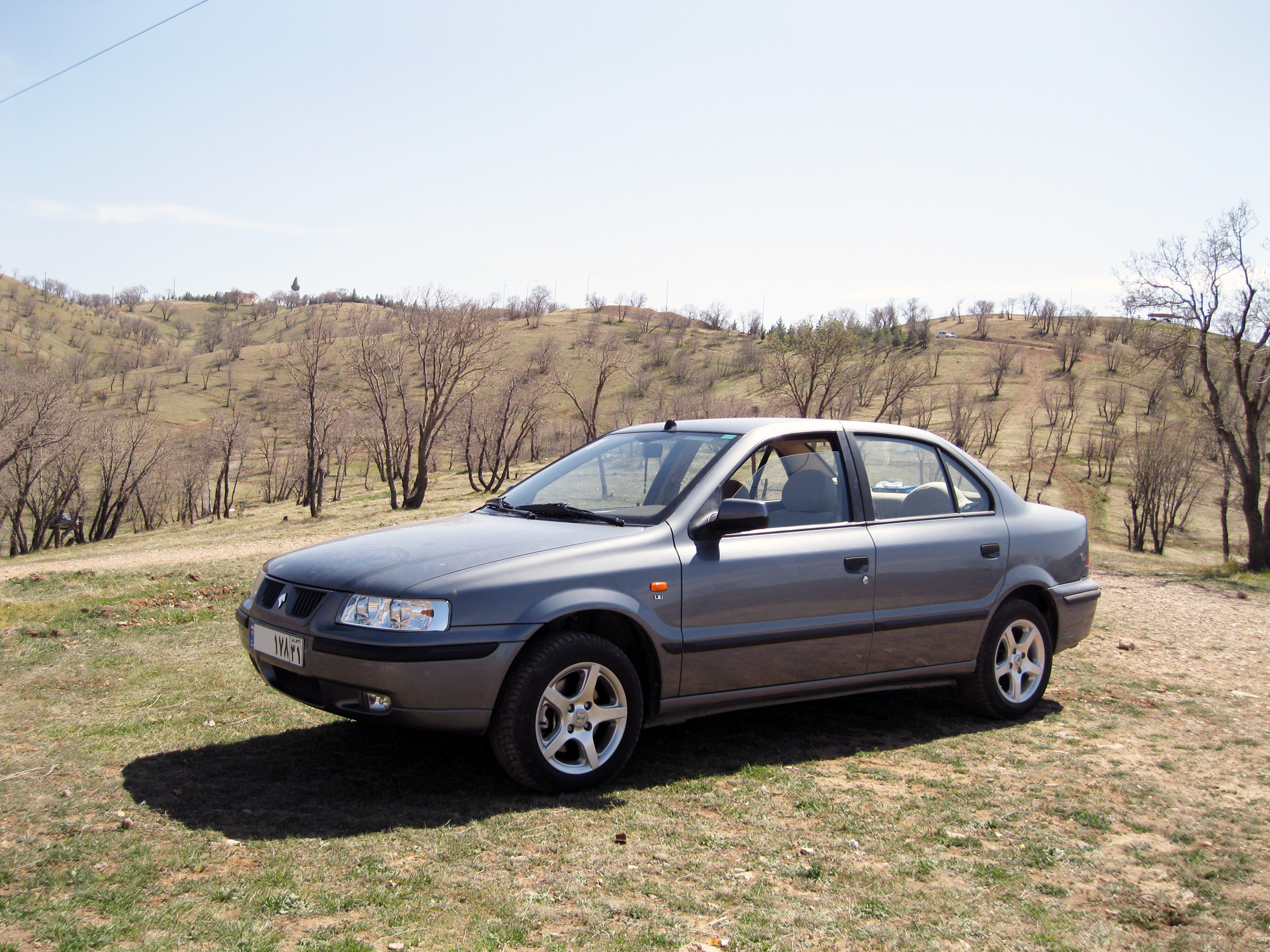
Samand LX
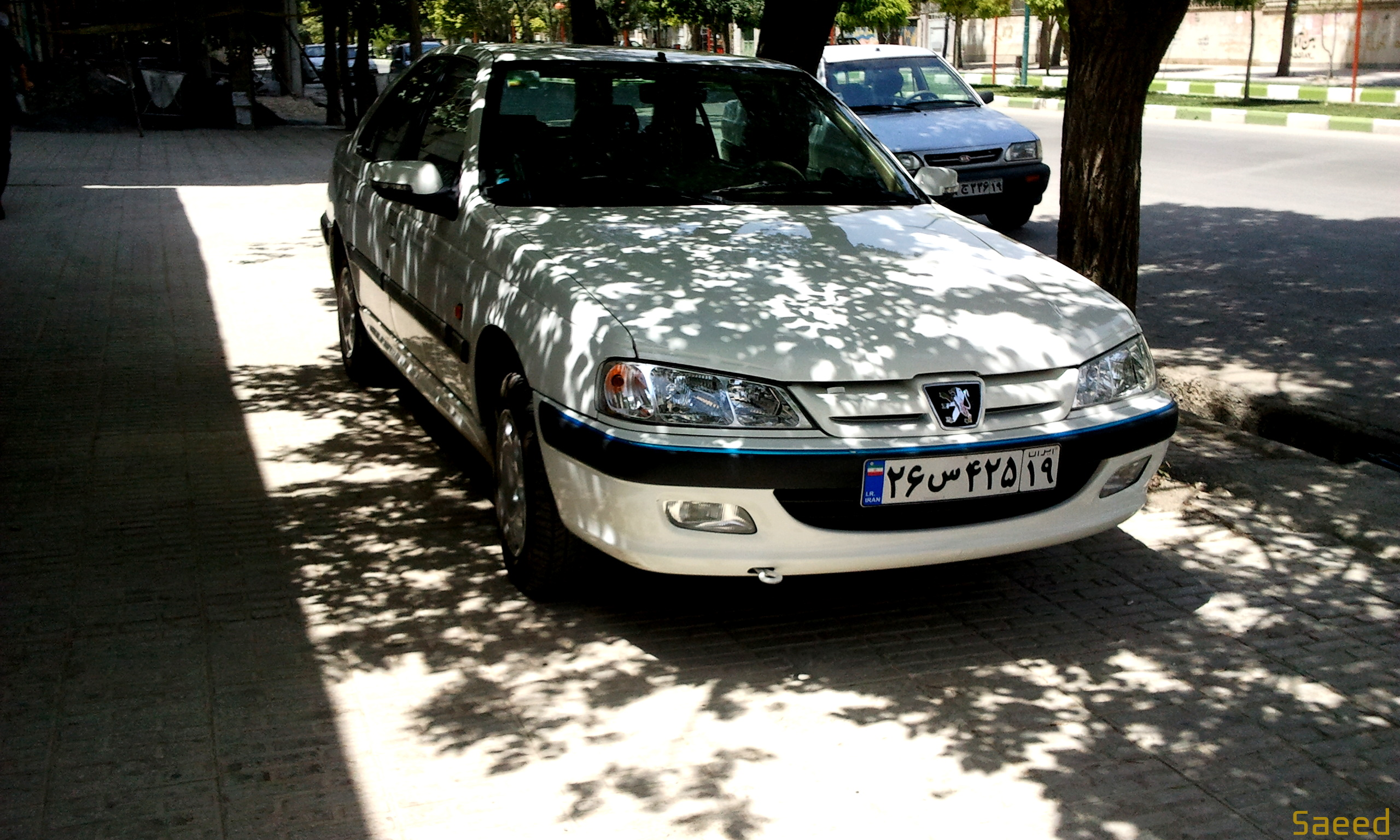
Peugeot Pars (Peugeot Persia)
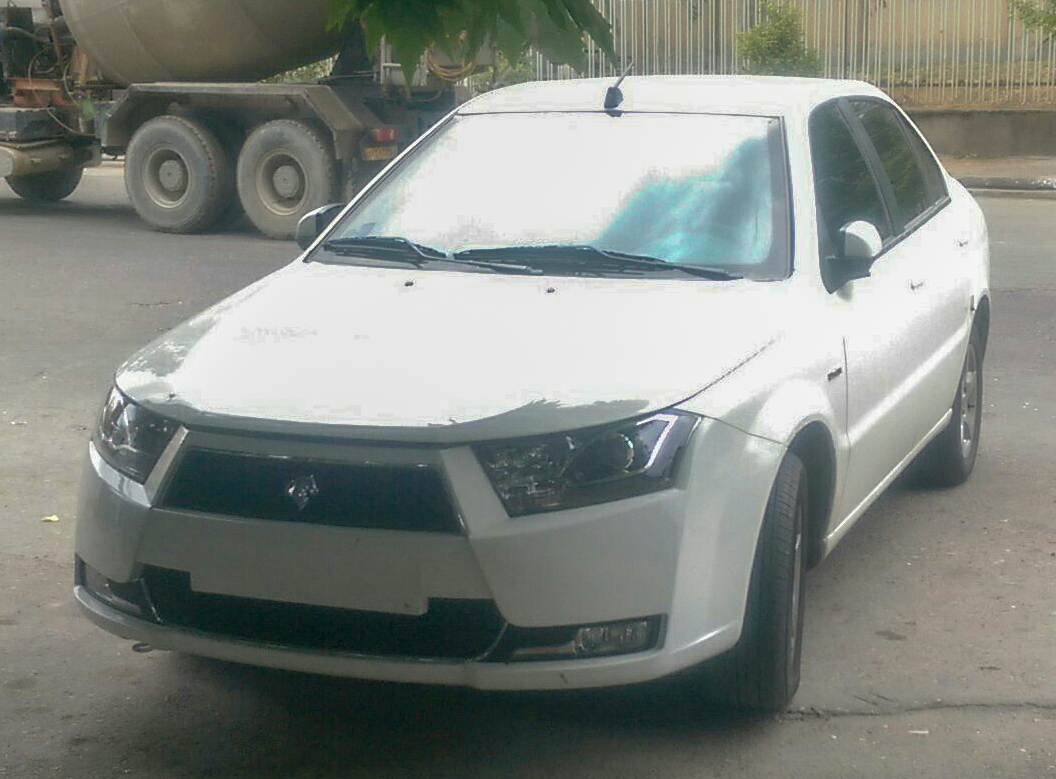
Dena